# فرودگاه کاسونگو
فرودگاه کاسونگو (به انگلیسی: Kasungu Airport) یک فرودگاه همگانی با کد یاتا KBQ است که یک باند فرود آسفالت دارد و طول باند آن ۱۲۰۰ متر است. این فرودگاه در کشور مالاوی قرار دارد و در ارتفاع ۱۰۵۸ متری از سطح دریا واقع شده است.